# Amiota leucostoma
Amiota leucostoma är en tvåvingeart som beskrevs av Friedrich Hermann Loew 1862. Amiota leucostoma ingår i släktet Amiota och familjen daggflugor. Inga underarter finns listade i Catalogue of Life.